# Karl Hermann Hübner
Karl Hermann Hübner (* 28. Juli 1911 in Berlin; † 8. Dezember 2005 in Saarbrücken) war ein deutscher Bergbauingenieur und Leiter des Oberbergamtes des Saarlandes und des Oberbergamtes Rheinland-Pfalz.

## Leben
Karl Hermann Hübner wurde als Sohn des Lehrers Franz Hübner (1880–1963) und dessen Ehefrau Louise Schneider (1879–1945) geboren. Nach dem Abitur am Gymnasium Steglitz absolvierte er ein Bergbaustudium an der Technischen Hochschule Berlin-Charlottenburg, schloss dieses 1934 als Diplomingenieur ab und musste bis 1935 Militärdienst leisten. Danach erhielt er beim Oberbergamt Dortmund eine Anstellung als Bergreferendar. 1939 wechselte er als Bergassessor zum Bergamt Saarbrücken. Hübner musste Kriegsdienst leisten und kam 1945 in Italien in britische Kriegsgefangenschaft, aus der er 1947 entlassen wurde. Er kehrte zum Bergamt Saarbrücken zurück und war dort bis 1949 als Bergrat tätig. 
Von 1949 bis 1955 leitete er die Bergämter Sulzbach und Neunkirchen als Untere Bergbehörden.
Von 1956 an war er wieder als Oberbergrat für das Bergamt Saarbrücken tätig und wurde 1962 im Auftrag der Staatsanwaltschaft mit der Untersuchung der Ursachen für das Grubenunglück von Luisenthal, bei dem 299 Bergleute am 7. Februar 1962 ihr Leben verloren hatten, beauftragt. Die Untersuchungen dauerten bis 1964.
Im Saarländischen Wirtschaftsministerium war er bis 1971 Referatsleiter Montanwirtschaft und wurde in dieser Zeit zum Ministerialrat ernannt. 
1971 übernahm er als Berghauptmann die Leitung des Oberbergamtes des Saarlandes und des Oberbergamtes Rheinland-Pfalz und trat zum 1. Juni 1976 in den Ruhestand.

## Öffentliche Ämter
- Vorsitzender des  Ausschusses für das Grubenrettungswesen in Essen
- Mitglied im Ständigen und Engeren Ausschuss für die Betriebssicherheit und den Gesundheitsschutz im Steinkohlebergbau und in anderen mineralgewinnenden Betrieben der EG in Luxemburg
- Vorsitzender der Arbeitsgemeinschaft des Saarlandes zur Erforschung und Verhütung von Silikose und Lärmschäden in Saarbrücken
- Vorsitzender des Arbeitskreises Markscheidewesen des Länderausschusses der Bundesrepublik Deutschland